# Жареные зелёные помидоры в кафе «Полустанок»
Жареные зелёные помидоры в кафе «Полустанок» (англ. Fried Green Tomatoes at the Whistle Stop Cafe) — роман Фэнни Флэгг, опубликованный на английском языке в 1987 году.

## Сюжет
В 1985 году в Бирмингеме, штат Алабама, домохозяйка Эвелин Коуч (англ. Evelyn Couch) вынуждена навещать свою свекровь в доме престарелых. У них напряжённые отношения, и Эвелин, стараясь избежать её, встречается с ещё одной жительницей дома престарелых, которую зовут Нинни Тредгуд (англ. Ninny Threadgoode). Та начинает рассказывать Эвелин истории из своей жизни в городке Полустанке (англ. Whistle Stop) в глубинке Алабамы, начиная с 1920-х.
Эвелин тяжело переносит кризис среднего возраста, её дети выросли и завели свои семьи, с мужем отношения не самые лучшие, её терзают мысли об одиночестве и смерти. Жизнь её, когда-то ровная и безупречная, потеряла всякий смысл, Эвелин Коуч в свои 48 лет перестала следить за собой, поедание шоколадных батончиков стало единственным лекарством от депрессии. Нинни прожила непростую жизнь, она рано лишилась родителей, рано овдовела, её единственный сын родился неполноценным и тоже не дожил до старости. Несмотря на это, Нинни в свои 86 лет не потеряла любви к жизни, она так полна ею, что навещающая её Эвелин начинает видеть свои горести и печали в другом свете. Постепенно целью визитов в дом престарелых становится не свекровь, а рассказы Нинни и её общество. Женщины, сами того не замечая, становятся подругами. Люди, о которых рассказывает Нинни, начинают много значить для Эвелин, она часто думает о них, они заполняют образовавшуюся пустоту в её жизни. Эвелин Коуч меняет своё отношение к будущему, ведь её старшая подруга напомнила ей, что впереди ещё половина жизни.
Книга написана весьма своеобразно, читателю предлагается наблюдать за событиями с разных ракурсов. Автор не придерживается хронологической последовательности, о событиях повествует так, как это обычно бывает в беседе, когда излагают тот эпизод, о котором вспомнилось в данный момент. Некоторую документальность в описании жизни Полустанка придают выдержки из «Бюллетеня Полустанка». В конце книги читателю предлагают несколько рецептов блюд, которые давным-давно подавали в кафе «Полустанок», среди которых два рецепта приготовления жареных зелёных помидоров.

## Приём
Роман быстро стал бестселлером; в списке бестселлеров New York Times он провёл 36 недель. «Жареные зелёные помидоры…» были благосклонно приняты критиками и удостоились положительного отзыва от писательницы Харпер Ли. На русский язык книга переведена Диной Крупской, первое русскоязычное издание было напечатано в 1999 году под названием «Жареные зелёные помидоры».
В 1991 году появилась экранизация романа — фильм «Жареные зелёные помидоры» с Кэти Бэйтс в роли Эвелин Коуч.